# Kéres
V řecké mytologii jsou Kéry (řecky Kéres, sing: Kér) bohyně násilné smrti. Původně byla jen jedna taková bohyně – dcera bohyně temné noci Nykty. Protože je však hodně druhů násilné smrti, počet těchto bohyň se neustále zvyšoval. Každému člověku je již při narození přisouzena některá z Kér.
Kéry mají ze všeho nejraději bitvy a válečné vraždění. Obcházejí bojiště v krvavém rouchu a černýma rukama se zmocňují těl padlých a raněných, pijí jejich horkou krev a rvou duši z jejich těl.
Kéry jsou symbolem všeho špatného - nemoci, nenávisti, vraždy, smrti.